# Enulius roatanensis
Enulius roatanensis là một loài rắn trong họ Rắn nước. Loài này được Mccranie & Köhler miêu tả khoa học đầu tiên năm 1999.